# Scenocharops sinui
Scenocharops sinui är en stekelart som beskrevs av Sudheer och T.C. Narendran 2005. Scenocharops sinui ingår i släktet Scenocharops och familjen brokparasitsteklar. Inga underarter finns listade i Catalogue of Life.